# 前田遼一
前田 遼一（まえだ りょういち、1981年10月9日 - ）は、兵庫県神戸市出身の元プロサッカー選手、サッカー指導者。ポジションはフォワード（FW）。元日本代表。

## 来歴

### プロ入り前
兵庫県神戸市で生まれる。1歳の頃からアメリカへ転居し、小学1年生までの6年間をロサンゼルスで過ごす。日本へ帰国し小学2年生からは東京都の小学校へ、同3年生時に横浜市へ転居し鴨志田緑小学校に通った。
2歳年長の兄の影響でサッカーを始め 小学3年生の時に本格的に取り組み始める。1993年度の全国高校選手権を観て、同大会に出場した暁星高校への進学を決め 1994年より暁星中学校へ進学。中学生時には東京都選抜やナショナルトレセンに選出された。
高校生時には国体東京都代表として1学年下の田中達也（帝京高校）らとともに2年次にベスト8入り。暁星高では主将も務めていたが、全国高校選手権は高2高3のいずれも東京都予選の準決勝で敗退したため1度も出場できなかった。また、ヴェルディ川崎の強化指定選手に登録されていた。当時は全国高校選手権で活躍した3学年年上の中村俊輔に憧れ、足元の技術やプレースタイル全般について影響を受けた。

### ジュビロ磐田
慶應義塾大学に推薦入学が決まっていたが、Jリーグ13チームからの勧誘や 高校の監督の薦めもあってプロ入りを決断し、2000年よりジュビロ磐田に入団。
磐田にはドリブルを得意とするミッドフィールダー（MF）として加入するも磐田のMFの選手層が厚かったことや、トップ下、1.5列目のFWなど起用法が一貫せず、2001年までは出場機会が乏しかった。同年9月のJ1セカンドステージ第1節清水戦（静岡ダービー）でJリーグ初得点。
徐々に出場機会を増やしつつあったが、2002年6月のヤマザキナビスコカップ仙台戦で後方からの悪質な ファウルによって右膝を負傷し、外側半月板縦断裂の診断を受け、長期離脱。
磐田のチームメートである中山雅史及び高原直泰に影響されて、目指すストライカー像を描きFWとしての素養を磨いていくと、負傷から回復した2003年には恥骨結合炎により欠場した中山の代役として2トップの一角に起用され、ゴール前での精力的な動き出しから、リーグ戦7得点を挙げた。
2005年からはリーグ戦で3年連続で2桁得点を記録。2007年は右膝半月板損傷によって 出遅れたが、復帰後は攻撃の大黒柱として高レベルのプレーを見せた。同年10月9日、自身の誕生日に結婚。
2008年、序盤は半月板損傷による再離脱もあったが 中盤以降復帰し、同年10月5日のJ1第28節札幌戦では、2005年7月9日のJ1第15節C大阪戦以来となる3年ぶりのハットトリックを達成し完調をアピールした。
2009年には10月25日のJ1第25節名古屋戦で自身J1リーグ戦3度目となるハットトリックも達成。自身初めてリーグ戦全試合フル出場を果たし、PKなしでの20得点を記録して得点王に輝いた。また、自身初のJリーグベストイレブンにも選出された。同年オフには複数クラブから移籍を打診され争奪となるも磐田に残留。
2010年、磐田との2年契約を締結。なお、クラブからは同年限りで磐田を退団する中山の背番号9を託されていたが、これを固辞している。同年11月のヤマザキナビスコカップ決勝戦では広島を相手に、延長戦に入っても衰えないプレーぶりで自身の挙げた2得点を含めて4得点に絡む大活躍を見せ 大会MVPに選出された。同月27日のJ1第33節名古屋戦ではヘディングシュートを決め、史上9人目 (日本人では5人目)  にして歴代最年少となる J1通算100得点を達成。積極的にプレスを掛け、味方のスペースを作る動きと正確なトラップ、懐の深いポストプレーで確実にボールを繋ぐ多様な働きに加え、通年での活躍によって前年より減ったもののシーズン通算17得点を記録。2年連続の得点王（ジョシュア・ケネディ（名古屋）と同点で両名受賞）に輝き、Jリーグベストイレブンにも選出された。2年連続得点王は史上初である。
2011年はシーズン中盤の負傷離脱もあり3年連続での得点王を逃したが、怪我からの復帰後は9試合6得点と奮闘し、通年では14得点を挙げた。この年限りで磐田との契約が切れる こともあって、横浜FMなどの他、イングランド2部リーグ・ウェストハムUtdから獲得オファーを受け 渡英。メディカルチェック及び練習参加を行うも、労働ビザ取得がネックとなり契約には至らなかった。
2012年はチームの1トップ採用にも適応し、相手からのマークが厳しくなる中でつぶれ役としても奮闘。日本代表招集中の負傷の影響で1試合欠場したものの、33試合に出場した。中盤までは好調で、得点ランキングでは一時佐藤寿人に次ぐ2位にまで浮上するも、後半は調子を落とし、最終節まで9試合無得点（自身が欠場した試合含めれば10試合）だったが、最終節G大阪戦では1得点1アシストの活躍で、通年で13得点を挙げた。
2013年は「ホットライン」を形成していた駒野友一や 他の攻撃陣との連携が合わず、得点の好機が激減。波に乗り切れないまま 5年連続のJ1二桁得点を果たせずJ2降格を喫した。
横浜FMからの再オファーも報じられたが交渉はまとまらず、2014年は磐田の顔として クラブ・自身共に初となるJ2でプレー。同年7月5日、J2第21節京都戦でJリーグ通算150得点を挙げた。シーズン終盤になって名波浩が監督に就くと、初戦のJ2第34節愛媛戦からゲームキャプテンを任された。名波はこの登用について「ゴールでチームを引っ張ってほしいのですが、それだけの責任では足りないと。彼がこのクラブで高校を卒業してからやってきて作り上げた地位は確固たるものだと、僕自身もサポーターもそれからクラブも思っていると思うので。その確固たる地位というのはだれからも信頼されて、尊敬される立場だと思いますし、そこに責任というのを前田にのしかけたいということが一つ。」と話している。通年37試合17得点を記録しチーム得点王となったが、プレーオフで敗れJ1昇格は叶わなかった。
磐田からはエースの流出を防ぐべく契約延長を打診されていたが、大幅な減俸提示であったことから J1でのプレーを希望し、この年限りで15年在籍した磐田を退団。

### FC東京
2015年、FC東京へ完全移籍。当初は2年ぶりのJ1と初めての移籍に戸惑い、適応するまでにやや時間を要したが、6月の1st第17節清水戦では2得点を挙げて三浦知良を上回るJ1通算140得点を記録。9月の2nd第10節神戸戦では6年ぶり、自身4度目となる ハットトリックを達成した。味方の攻め上がりを促すポストワークも健在で、前線の核として定着した。
2016年5月、ACL第6節ビンズオン戦では決勝トーナメント進出を決める2得点を挙げた。同年8月13日、2nd第8節神戸戦で史上5人目となるJ1通算150ゴールを達成。同年9月の同11節湘南戦において、頭による得点では通算45得点目となるヘディングシュートを決め、中山雅史の持つJリーグ記録を更新した。さらに、J1通年での敵陣における空中戦勝率で日本人最高値を記録している。また、得点以外でも得意のポストプレーやチームトップクラスの走行距離を記録し、貢献している。
2017年8月9日に行われた第21節大宮戦でJ1通算400試合出場を達成 するも、シーズン通してレギュラーを獲得出来ず、J3リーグに所属するFC東京U-23の試合に出場する事もあった。
2018年シーズンもレギュラーを獲得出来なかったが、最終節の浦和戦で得点を決めて 15年連続リーグ戦得点を挙げた。シーズン終了後に契約満了により4年間在籍したチームを退団。

### FC岐阜
2019年1月7日、FC岐阜へ完全移籍。5月5日、第11節のFC琉球戦で移籍後初ゴールを決めた。また9月14日にはJ1、J2、J3を合わせたJリーグ通算500試合出場（カップ戦除く）を達成した。
2020年12月26日、契約満了による退団が発表された。

### 引退後
岐阜との契約満了後、代表のユース時代のチームメイトの茂庭照幸が所属するFCマルヤス岡崎や01年ワールドユースで監督だった西村昭宏がGM兼監督を務める高知ユナイテッドSC（共にJFL）からのオファーや、正式オファーではなかったもののカンボジアのチームから興味を持たれ引退か現役を続けるか葛藤する。しかし、「現役選手を続けるよりも、指導者の道に進んだ方がやりがいがあるんじゃないかと感じたこと」で、現役引退を決意。2021年1月14日に現役を引退し、ジュビロ磐田U-18のコーチに就任する事を発表した。2023年にジュビロ磐田に監督として招聘された横内昭展の後任として森保ジャパンのコーチに就任。

### 日本代表
高校3年生時にU-18日本代表に選ばれ、2000年にはU-19日本代表の一員としてAFCユース選手権準優勝に貢献。1得点ながら柔軟なボールコントロールと閃きでチャンスを作り大会MVPに選出された。2001年には、U-20日本代表の一員としてワールドユースに出場した。
2001年10月、20歳にしてフィリップ・トルシエ率いるA代表の候補合宿に初選出された。翌2002年からのジーコ体制下の4年間は招集なし。
2004年はU-23日本代表としてアテネオリンピック最終予選に出場。既に磐田ではFWでのプレーを続けていたが、監督の山本昌邦からはMFに配された。本大会直前で メンバー選考から漏れ、予備登録に留まった。
2006年秋、イビチャ・オシム指揮の下、これまで候補止まりであったA代表に初選出された。オシムからは、運動量が非常に多く、個人技術に優れ、見た目にはそれほど速くは見えないが、いつの間にか相手にとって危険な地域にいる、日本に不足していたタイプと評され 大きな期待を寄せられた。2007年10月17日、エジプト代表戦に先発出場し、国際Aマッチ初ゴールを挙げた。
オシム後任の岡田武史からも高さ・足元の技術・守備意識を併せ持つ点を認められ、2008年の東アジア選手権に出場。北朝鮮代表戦で代表2得点目を挙げるも、古傷の右膝痛がぶり返したため大会途中で離脱。岡田はその後も招集の機会を探っていたが、コンディションが整わず選外が続いた。2009年に入って復調し、リーグ戦の活躍が評価されて同年9月に約1年3か月ぶりの代表復帰。しかし、2トップでのプレーを希望する前田に対し、岡田は1トップに入ることを要求。最終的には戦術不適合とされ、翌年開催のワールドカップ本戦では予備登録止まりでメンバーから外れた。
2010年、アルベルト・ザッケローニの監督就任以降は初采配時から代表に選ばれ、1トップに入りしぶとくポストプレーをこなして味方を助け、2011年1月開催のAFCアジアカップにも選出された。身体の強さと高さを発揮し、巧みにボールを引き出してチーム戦術に適応。同大会では全6試合に先発出場し、グループリーグサウジアラビア代表戦で2得点、準決勝韓国代表戦では同点に追いつくゴールを決め、日本代表の2大会ぶり4回目の優勝に貢献した。怪我の影響で一時選外となるが、同年11月に代表に復帰し、FIFAワールドカップアジア3次予選のタジキスタン代表戦には途中出場で1得点を挙げ、北朝鮮代表戦では先発出場した。同年の活躍により、日本代表のエースストライカーとも称された。
2012年もA代表に定着し、ザッケローニが海外でプレーするFWが見たいと明言して選抜した FIFAワールドカップアジア3次予選のウズベキスタン代表戦を除く予選全試合に招集されるも、同年10月の欧州遠征では練習中に左太腿裏を痛め、試合に出場しないまま途中離脱。FIFAワールドカップアジア最終予選では、1トップとして全試合に先発出場。前線の好連携で 攻撃のリズムを作り出し、自身も5試合で3得点を挙げる高い得点能力で予選突破を果たした。
2013年のFIFAコンフェレーションズカップでも、得点場面だけではない90分通しての貢献度を高く評価されて 全3試合に出場。ザッケローニからはイタリア代表戦においてアンドレア・ピルロ対策を完璧に行ったと賛辞され、元イタリア代表監督のアリゴ・サッキからも同試合で一番印象に残った選手として挙げられたが、好機を逸し 無得点に終わる。その後、代表経験の少ない選手中心で臨んだ東アジア選手権で柿谷曜一朗と大迫勇也が活躍すると、以降はその2人を起用する形となり、2014 FIFAワールドカップ本大会メンバーからも外れた。W杯メンバーからは外れたものの、メンバー発表後にザッケローニは通訳の矢野大輔を通じて電話で前田にこれまでの感謝の言葉を送っている。

## 人物・エピソード
特に無口では無いが、「記者泣かせ」と形容される程 人前では寡黙で、インタビューは苦手。前田本人も自身のキャラクターを認め、「話をしないイメージに乗っかって楽させてもらっているのかも」と語っている。

### 大食漢
大食漢として知られている。2004年のアテネオリンピック予選では、UAE遠征中の代表メンバー内に下痢が蔓延する中、前田はこれに動じることなく食事をとっていた。2011年のAFCアジアカップの際には「中東の空気は嫌いじゃない。食事も何でも食べられる」とコメント。チームメートの川島永嗣は「代表の食事の時とか、僕も結構食べる方なんですけど、食事の終わり頃になっても『まだ食べてるの?』っていうのはよくあります」と前田の食べっぷりを明かしている。
30歳を過ぎても食べる量は落ちず、2012年末にはジュビロ磐田のシーズンシート購入者への感謝イベント『2012 Jubilo Corte Azul Awards』で今年一年最も食べたで賞を受賞した。また、食べたらタダになる1300グラムのCoCo壱番屋のカレーを約20分で完食したことがある。FC東京移籍後はクラブ側もこれを積極的にネタに使っており、「#ごはん大好き前田選手」というtwitterのハッシュタグを設け、いわゆるスタジアムグルメの宣伝等に利用している。2015年にスカパー!のコパ・アメリカ中継のCMに出演した際も「丼飯を沢庵だけをおかずに食べる」という大食漢キャラを利用した設定がされた。なお、ごはんが食べられなくなるという理由で間食はしない。

### ジンクス
| 年度 | 初得点 | 対戦相手 | 順位 | 結果   |
| ---- | ------ | -------- | ---- | ------ |
| 2007 | 第14節 | 甲府     | 17位 | J2降格 |
| 2008 | 第19節 | 東京V    | 17位 | J2降格 |
| 2009 | 第05節 | 千葉     | 18位 | J2降格 |
| 2010 | 第04節 | 京都     | 17位 | J2降格 |
| 2011 | 第10節 | 山形     | 18位 | J2降格 |
| 2012 | 第03節 | G大阪    | 17位 | J2降格 |
| 2013 | 第05節 | 浦和     | 06位 | J1残留 |

「前田遼一がリーグ戦でシーズン最初のゴールを決めた相手はJ2に降格する」という内容のジンクス「前田（遼一）の呪い」が、2012年シーズン終盤に相次いで報じられた。現に、2007年のヴァンフォーレ甲府に始まり、東京ヴェルディ、ジェフユナイテッド市原・千葉、京都サンガF.C.、モンテディオ山形と5年連続で対象クラブの降格が続いていた。
2012年の対象クラブはJリーグの「オリジナル10」の一つであり、降格経験のないガンバ大阪であったが、G大阪もまた前年まで3、2、3位と続いていた好成績が一転して残留争いに巻き込まれ、最終節で磐田との対戦に敗れれば降格という事態に陥る。そして試合は、前田の1得点1アシストを含む2-1のスコアで磐田が勝利し、G大阪の降格が決定。6年連続でジンクスが継続する結果となった。
だが、2013年に前田がシーズン初ゴールを決めた浦和レッズは残留し、逆にこの年は自身の所属する磐田がJ2に降格してしまった。2014年に前田がシーズン初ゴールを決めたカマタマーレ讃岐も年間21位の成績でJ2・J3入れ替え戦に回るも、AC長野パルセイロに勝ち、J2残留を決めた。
2012年のG大阪戦の後、前田はこのジンクスについて「思うところは何もない」「もともと何も考えていない」とコメントした。
その後、2013年シーズンの開幕時にコメントを求められた際には「僕としてはやめてほしい。そういう話とは関係なく、ゴールを決めたい」と、快く思っていないことを明かし、また、磐田監督の森下仁志も「デスゴールなどと言うのは遼一に対しても相手に対しても失礼」と話した。一方、2013年のリーグ初戦で対戦した名古屋グランパス監督のドラガン・ストイコビッチは、引き分けとなった試合終了後の会見で自ら切り出して「ひとつ大事なことがある。それは前田にゴールを入れさせなかったことだ」と語り、さらに頭の上で丸印を作り「これでJ1に残れる」と笑顔を見せた。
多くのスポーツ新聞やテレビ番組等に報じられ、過熱する「デスゴール報道」に、磐田は困惑し、服部健二GMは報道陣に対して「パフォーマンスに影響が出る可能性があるので、1点目を取るまでは磐田発信でのこの件に関する報道は控えてほしい」と報道の自粛を要請した。
このジンクスは日本のマスコミだけではなく、イギリスのサッカー誌フォーフォーツーでも取り上げられたことがある。

## 所属クラブ
ユース経歴
- - 1993年 リバースJr.FC
- 1994年 - 1996年 暁星中学校
- 1997年 - 1999年 暁星高等学校
  - 1999年  ヴェルディ川崎 (特別指定選手)

プロ経歴
- 2000年 - 2014年  ジュビロ磐田
- 2015年 - 2018年  FC東京
- 2019年 - 2020年  FC岐阜

## 個人成績
| 国内大会個人成績 | 国内大会個人成績 | 国内大会個人成績 | 国内大会個人成績 | 国内大会個人成績 | 国内大会個人成績 | 国内大会個人成績 | 国内大会個人成績 | 国内大会個人成績 | 国内大会個人成績 | 国内大会個人成績 | 国内大会個人成績 |
| 年度             | クラブ           | 背番号           | リーグ           | リーグ戦         | リーグ戦         | リーグ杯         | リーグ杯         | オープン杯       | オープン杯       | 期間通算         | 期間通算         |
| 年度             | クラブ           | 背番号           | リーグ           | 出場             | 得点             | 出場             | 得点             | 出場             | 得点             | 出場             | 得点             |
| 日本             | 日本             | 日本             | 日本             | リーグ戦         | リーグ戦         | リーグ杯         | リーグ杯         | 天皇杯           | 天皇杯           | 期間通算         | 期間通算         |
| ---------------- | ---------------- | ---------------- | ---------------- | ---------------- | ---------------- | ---------------- | ---------------- | ---------------- | ---------------- | ---------------- | ---------------- |
| 2000             | 磐田             | 24               | J1               | 1                | 0                | 0                | 0                | 3                | 0                | 4                | 0                |
| 2001             | 磐田             | 24               | J1               | 9                | 2                | 5                | 1                | 2                | 1                | 16               | 4                |
| 2002             | 磐田             | 18               | J1               | 4                | 0                | 2                | 0                | 3                | 1                | 9                | 1                |
| 2003             | 磐田             | 18               | J1               | 28               | 7                | 9                | 5                | 5                | 1                | 42               | 13               |
| 2004             | 磐田             | 18               | J1               | 27               | 8                | 6                | 1                | 5                | 3                | 38               | 12               |
| 2005             | 磐田             | 18               | J1               | 25               | 12               | 2                | 2                | 0                | 0                | 27               | 14               |
| 2006             | 磐田             | 18               | J1               | 27               | 15               | 7                | 1                | 3                | 2                | 37               | 18               |
| 2007             | 磐田             | 18               | J1               | 22               | 12               | 0                | 0                | 2                | 1                | 24               | 13               |
| 2008             | 磐田             | 18               | J1               | 22               | 8                | 0                | 0                | 0                | 0                | 22               | 8                |
| 2009             | 磐田             | 18               | J1               | 34               | 20               | 6                | 3                | 2                | 1                | 42               | 24               |
| 2010             | 磐田             | 18               | J1               | 33               | 17               | 10               | 3                | 1                | 0                | 44               | 20               |
| 2011             | 磐田             | 18               | J1               | 28               | 14               | 3                | 1                | 0                | 0                | 31               | 15               |
| 2012             | 磐田             | 18               | J1               | 33               | 13               | 4                | 2                | 1                | 1                | 38               | 16               |
| 2013             | 磐田             | 18               | J1               | 33               | 9                | 4                | 1                | 2                | 1                | 39               | 11               |
| 2014             | 磐田             | 18               | J2               | 37               | 17               | -                | -                | 0                | 0                | 37               | 17               |
| 2015             | FC東京           | 20               | J1               | 30               | 9                | 6                | 0                | 2                | 1                | 38               | 10               |
| 2016             | FC東京           | 20               | J1               | 29               | 6                | 3                | 0                | 1                | 0                | 33               | 6                |
| 2017             | FC東京           | 20               | J1               | 26               | 1                | 7                | 1                | 1                | 0                | 34               | 2                |
| 2018             | FC東京           | 20               | J1               | 18               | 1                | 1                | 0                | 0                | 0                | 19               | 1                |
| 2019             | 岐阜             | 11               | J2               | 34               | 5                | -                | -                | 0                | 0                | 34               | 5                |
| 2020             | 岐阜             | 11               | J3               | 25               | 1                | -                | -                | -                | -                | 25               | 1                |
| 通算             | 日本             | 日本             | J1               | 429              | 154              | 72               | 21               | 32               | 13               | 533              | 188              |
| 通算             | 日本             | 日本             | J2               | 71               | 22               | -                | -                | 0                | 0                | 71               | 22               |
| 通算             | 日本             | 日本             | J3               | 25               | 1                | -                | -                | -                | -                | 25               | 1                |
| 総通算           | 総通算           | 総通算           | 総通算           | 525              | 177              | 72               | 21               | 32               | 13               | 629              | 211              |

- 1999年は強化指定選手としての公式戦出場はなし

その他の公式戦
| 2017   | F東23  | 20     | J3     | 2  | 0 | 2  | 0 |
| 2018   | F東23  | 20     | J3     | 8  | 3 | 8  | 3 |
| 通算   | 日本   | 日本   | J3     | 10 | 3 | 10 | 3 |
| 総通算 | 総通算 | 総通算 | 総通算 | 10 | 3 | 10 | 3 |

- 2001年
  - Jリーグチャンピオンシップ 1試合0得点
- 2008年
  - J1・J2入れ替え戦 2試合0得点
- 2014年
  - J1昇格プレーオフ 1試合0得点

| 国際大会個人成績 | 国際大会個人成績 | 国際大会個人成績 | 国際大会個人成績 | 国際大会個人成績 |
| 年度             | クラブ           | 背番号           | 出場             | 得点             |
| AFC              | AFC              | AFC              | ACL              | ACL              |
| ---------------- | ---------------- | ---------------- | ---------------- | ---------------- |
| 2004             | 磐田             | 18               | 3                | 1                |
| 2005             | 磐田             | 18               | 3                | 0                |
| 2016             | FC東京           | 20               | 8                | 3                |
| 通算             | AFC              | AFC              | 14               | 4                |

その他の国際公式戦
- 2003年
  - A3チャンピオンズカップ 1試合0得点
- 2016年
  - AFCチャンピオンズリーグ・プレーオフ 1試合1得点

出場歴
- 2000年05月03日：Jリーグ初出場 - J1 1st第10節 vs川崎フロンターレ (等々力陸上競技場)[1]
- 2001年08月28日：公式戦初得点 - ナビスコカップ vsジェフユナイテッド市原戦 (市原臨海競技場)
- 2001年09月01日：Jリーグ初得点 - J1 2nd第1節 vs清水エスパルス (静岡スタジアムエコパ)[1]
- 2006年07月12日：J1通算100試合出場 - J1第11節 vsガンバ大阪 (石川県西部緑地公園陸上競技場)
- 2010年03月13日：J1通算200試合出場 - J1第02節 vsアルビレックス新潟 (東北電力ビッグスワンスタジアム)
- 2010年11月27日：J1通算100得点 - J1第33節 vs名古屋グランパス (ヤマハスタジアム)[30] ※歴代最年少[15]
- 2013年04月20日：J1通算300試合出場 - J1第07節 vsサンフレッチェ広島 (ヤマハスタジアム)[124]
- 2014年07月05日：Jリーグ通算150得点 - J2第21節 vs京都サンガF.C. (西京極スタジアム)[52]
- 2016年08月13日：J1通算150得点 - J1 2nd第08節 vsヴィッセル神戸 (ノエビアスタジアム)[67]

ハットトリック
- 2005年07月09日 - J1第15節 vsセレッソ大阪 (ヤマハスタジアム)[125]
- 2008年10月05日 - J1第28節 vsコンサドーレ札幌 (ヤマハスタジアム)[126]
- 2009年10月25日 - J1第30節 vs名古屋グランパス (豊田スタジアム)[127]
- 2015年09月12日 - J1 2nd第10節 vsヴィッセル神戸 (味の素スタジアム)[128]

## 代表歴
- 2007年08月22日 - 国際Aマッチ初出場 (親善試合) - 対カメルーン戦 (九州石油ドーム)[4]
- 2007年10月17日 - 国際Aマッチ初得点 (親善試合) - 対エジプト戦 (長居陸上競技場)[4]

### 出場大会など
- U-18日本代表
  - 1999年 - フローニンゲン国際ユース大会 (9位)、SBSカップ (優勝)
- U-19日本代表
  - 2000年- テルボルグ国際ユース大会[129] (7位)、アジアユース (予選)、SBSカップ (優勝)、AFCユース選手権[81](準優勝)
- U-20日本代表
  - 2001年 - U-20トーナメント香港 (4位)、ジャパンユースカップ (優勝)、トゥーロン国際大会 (GL敗退)、FIFAワールドユース選手権 (GL敗退)
- U-21日本代表
  - 2002年 - トゥーロン国際大会 (離脱)、アジア競技大会 (準優勝)
- U-22日本代表
  - 2003年 - カタール国際ユーストーナメント[81] (準優勝)、アテネオリンピックアジア2次予選
- U-23年日本代表
  - 2004年 - アテネオリンピックアジア最終予選[84]、アテネオリンピック (予備登録)
- 日本代表
  - 2001年 - 候補合宿[83]
  - 2002年 - 候補合宿
  - 2006年 - AFCアジアカップ予選
  - 2007年 - AFCアジアカップ (予備登録)[87][31]、AFC アジア/アフリカ チャレンジカップ (優勝)
  - 2008年 - FIFAワールドカップアジア3次予選、東アジア選手権 (準優勝)
  - 2009年 - AFCアジアカップ予選
  - 2010年 - FIFAワールドカップ (予備登録)
  - 2011年 - AFCアジアカップ (優勝)、FIFAワールドカップアジア3次予選
  - 2012年 - FIFAワールドカップアジア最終予選
  - 2013年 - FIFAワールドカップアジア最終予選、FIFAコンフェデレーションズカップ (GL敗退)

### 試合数
- 国際Aマッチ 33試合 10得点 (2007年 - 2013年)[4]

| 日本代表 | 国際Aマッチ | 国際Aマッチ |
| 年       | 出場        | 得点        |
| -------- | ----------- | ----------- |
| 2007     | 2           | 1           |
| 2008     | 1           | 1           |
| 2009     | 2           | 0           |
| 2010     | 2           | 0           |
| 2011     | 9           | 4           |
| 2012     | 8           | 4           |
| 2013     | 9           | 0           |
| 通算     | 33          | 10          |

### 出場
| No. | 開催日         | 開催都市       | スタジアム                                         | 対戦国                 | 結果         | 監督         | 大会                                    |
| --- | -------------- | -------------- | -------------------------------------------------- | ---------------------- | ------------ | ------------ | --------------------------------------- |
| 1.  | 2007年8月22日  | 大分           | 九州石油ドーム                                     | カメルーン             | ○2-0         | オシム       | キリンチャレンジカップ2007              |
| 2.  | 2007年10月17日 | 大阪           | 大阪長居スタジアム                                 | エジプト               | ○4-1         | オシム       | AFCアジア/アフリカチャレンジカップ2007  |
| 3.  | 2008年2月17日  | 重慶           | 重慶市奥林匹克体育中心                             | 朝鮮民主主義人民共和国 | △1-1         | 岡田武史     | 東アジアサッカー選手権2008              |
| 4.  | 2009年9月9日   | エンスヘーデ   | デ・フロルーシュ・フェステ                         | ガーナ                 | ○4-3         | 岡田武史     | 国際親善試合                            |
| 5.  | 2009年10月10日 | 横浜           | 日産スタジアム                                     | スコットランド         | ○2-0         | 岡田武史     | キリンチャレンジカップ2009              |
| 6.  | 2010年10月8日  | さいたま       | 埼玉スタジアム2002                                 | アルゼンチン           | ○1-0         | ザッケローニ | キリンチャレンジカップ2010              |
| 7.  | 2010年10月12日 | ソウル         | ソウルワールドカップスタジアム                     | 韓国                   | △0-0         | ザッケローニ | 国際親善試合                            |
| 8.  | 2011年1月9日   | ドーハ         | カタールSCスタジアム                               | ヨルダン               | △1-1         | ザッケローニ | AFCアジアカップ2011                     |
| 9.  | 2011年1月13日  | ドーハ         | カタールSCスタジアム                               | シリア                 | ○2-1         | ザッケローニ | AFCアジアカップ2011                     |
| 10. | 2011年1月17日  | アルライヤン   | アフメド・ビン＝アリー・スタジアム                 | サウジアラビア         | ○5-0         | ザッケローニ | AFCアジアカップ2011                     |
| 11. | 2011年1月21日  | ドーハ         | サーニー・ビン・ジャーシム・スタジアム             | カタール               | ○3-2         | ザッケローニ | AFCアジアカップ2011                     |
| 12. | 2011年1月25日  | ドーハ         | サーニー・ビン・ジャーシム・スタジアム             | 韓国                   | ○2-2 (PK3-0) | ザッケローニ | AFCアジアカップ2011                     |
| 13. | 2011年1月29日  | ドーハ         | ハリファインターナショナルスタジアム               | オーストラリア         | ○1-0         | ザッケローニ | AFCアジアカップ2011                     |
| 14. | 2011年6月1日   | 新潟           | 東北電力ビッグスワンスタジアム                     | ペルー                 | △0-0         | ザッケローニ | キリンカップサッカー2011                |
| 15. | 2011年11月11日 | ドゥシャンベ   | ドゥシャンベ・セントラル・スタジアム               | タジキスタン           | ○4-0         | ザッケローニ | 2014 FIFAワールドカップ・アジア3次予選  |
| 16. | 2011年11月15日 | 平壌           | 金日成競技場                                       | 朝鮮民主主義人民共和国 | ●0-1         | ザッケローニ | 2014 FIFAワールドカップ・アジア3次予選  |
| 17. | 2012年2月24日  | 大阪           | 大阪長居スタジアム                                 | アイスランド           | ○3-1         | ザッケローニ | キリンチャレンジカップ2012              |
| 18. | 2012年5月23日  | 袋井           | エコパスタジアム                                   | アゼルバイジャン       | ○2-0         | ザッケローニ | キリンチャレンジカップ2012              |
| 19. | 2012年6月3日   | さいたま       | 埼玉スタジアム2002                                 | オマーン               | ○3-0         | ザッケローニ | 2014 FIFAワールドカップ・アジア最終予選 |
| 20. | 2012年6月8日   | さいたま       | 埼玉スタジアム2002                                 | ヨルダン               | ○6-0         | ザッケローニ | 2014 FIFAワールドカップ・アジア最終予選 |
| 21. | 2012年6月12日  | ブリスベン     | ブリスベン・スタジアム                             | オーストラリア         | △1-1         | ザッケローニ | 2014 FIFAワールドカップ・アジア最終予選 |
| 22. | 2012年8月15日  | 札幌           | 札幌ドーム                                         | ベネズエラ             | △1-1         | ザッケローニ | キリンチャレンジカップ2012              |
| 23. | 2012年9月11日  | さいたま       | 埼玉スタジアム2002                                 | イラク                 | ○1-0         | ザッケローニ | 2014 FIFAワールドカップ・アジア最終予選 |
| 24. | 2012年11月14日 | オマーン       | スルタン・カーブース・スポーツコンプレックス       | オマーン               | ○2-1         | ザッケローニ | 2014 FIFAワールドカップ・アジア最終予選 |
| 25. | 2013年2月6日   | 神戸           | ホームズスタジアム神戸                             | ラトビア               | ○3-0         | ザッケローニ | キリンチャレンジカップ2013              |
| 26. | 2013年3月22日  | アル・アイン   | ハリファインターナショナルスタジアム               | カナダ                 | ○2-1         | ザッケローニ | 国際親善試合                            |
| 27. | 2013年3月26日  | ブライダ       | キングアブドゥラースポーツシティスタジアム         | ヨルダン               | ●1-2         | ザッケローニ | 2014 FIFAワールドカップ・アジア最終予選 |
| 28. | 2013年5月30日  | 豊田           | 豊田スタジアム                                     | ブルガリア             | ●0-2         | ザッケローニ | キリンチャレンジカップ2013              |
| 29. | 2013年6月4日   | さいたま       | 埼玉スタジアム2002                                 | オーストラリア         | △1-1         | ザッケローニ | 2014 FIFAワールドカップ・アジア最終予選 |
| 30. | 2013年6月11日  | ドーハ         | グランド・ハマド・スタジアム                       | イラク                 | ○1-0         | ザッケローニ | 2014 FIFAワールドカップ・アジア最終予選 |
| 31. | 2013年6月15日  | ブラジリア     | エスタジオ・ナシオナル・デ・ブラジリア             | ブラジル               | ●0-3         | ザッケローニ | FIFAコンフェデレーションズカップ2013    |
| 32. | 2013年6月19日  | レシフェ       | アレナ・ペルナンブーコ                             | イタリア               | ●3-4         | ザッケローニ | FIFAコンフェデレーションズカップ2013    |
| 33. | 2013年6月22日  | ベロオリゾンテ | エスタジオ・ゴベルナドール・マガリャンイス・ピント | メキシコ               | ●1-2         | ザッケローニ | FIFAコンフェデレーションズカップ2013    |

### ゴール
| #   | 開催年月日     | 開催地                     | 対戦国                 | 勝敗         | 試合概要                               |
| --- | -------------- | -------------------------- | ---------------------- | ------------ | -------------------------------------- |
| 1.  | 2007年10月17日 | 日本、大阪                 | エジプト               | ○4-1         | AFC アジア/アフリカ チャレンジカップ   |
| 2.  | 2008年02月17日 | 中国、重慶                 | 朝鮮民主主義人民共和国 | △1-1         | 東アジアサッカー選手権2008             |
| 3.  | 2011年01月17日 | カタール、アル・ラーヤン   | サウジアラビア         | ○5-0         | AFCアジアカップ2011                    |
| 4.  | 2011年01月17日 | カタール、アル・ラーヤン   | サウジアラビア         | ○5-0         | AFCアジアカップ2011                    |
| 5.  | 2011年01月25日 | カタール、ドーハ           | 韓国                   | △2-2 (PK3-0) | AFCアジアカップ2011                    |
| 6.  | 2011年11月11日 | タジキスタン、ドゥシャンベ | タジキスタン           | ○4-0         | 2014 FIFAワールドカップ・アジア3次予選 |
| 7.  | 2012年02月24日 | 日本、大阪                 | アイスランド           | ○3-1         | キリンチャレンジカップ                 |
| 8.  | 2012年06月03日 | 日本、埼玉                 | オマーン               | ○3-0         | 2014 FIFAワールドカップ・アジア4次予選 |
| 9.  | 2012年06月08日 | 日本、埼玉                 | ヨルダン               | ○6-0         | 2014 FIFAワールドカップ・アジア4次予選 |
| 10. | 2012年09月11日 | 日本、埼玉                 | イラク                 | ○1-0         | 2014 FIFAワールドカップ・アジア4次予選 |

## 個人タイトル
- 2000年11月：AFC月間最優秀選手賞[1]
- 2000年：アジア年間最優秀ユース選手賞[1]
- 2009年：Jリーグ得点王 / Jリーグベストイレブン
- 2010年：Jリーグカップ・MVP / Jリーグ得点王 / Jリーグベストイレブン
- 2014年：J2 Exciting 22[130]

## 指導歴
- 2021年 :ジュビロ磐田U-18 - コーチ
- 2022年 :ジュビロ磐田U-18 - 監督
- 2023年 - ：日本代表コーチ

## 出演
CM
- ネスレ「ネスレ・ミロ」 (2005年)
- 静岡県「ふじのくにファミリープレイプログラム」 (2011年)

## 作品
DVD
- 「前田遼一 ROAD -まだ何も成し遂げていない-」 (2012年)ASIN B006Y6T65Y